# امبروز (داکوتای شمالی)
امبروز(به انگلیسی: Ambrose) شهری در ایالت داکوتای شمالی کشور ایالات متحده آمریکا است که جمعیت آن در سرشماری سال ۲۰۱۰ میلادی، ۲۶ نفر بوده‌است.